# Pellegrino Artusi

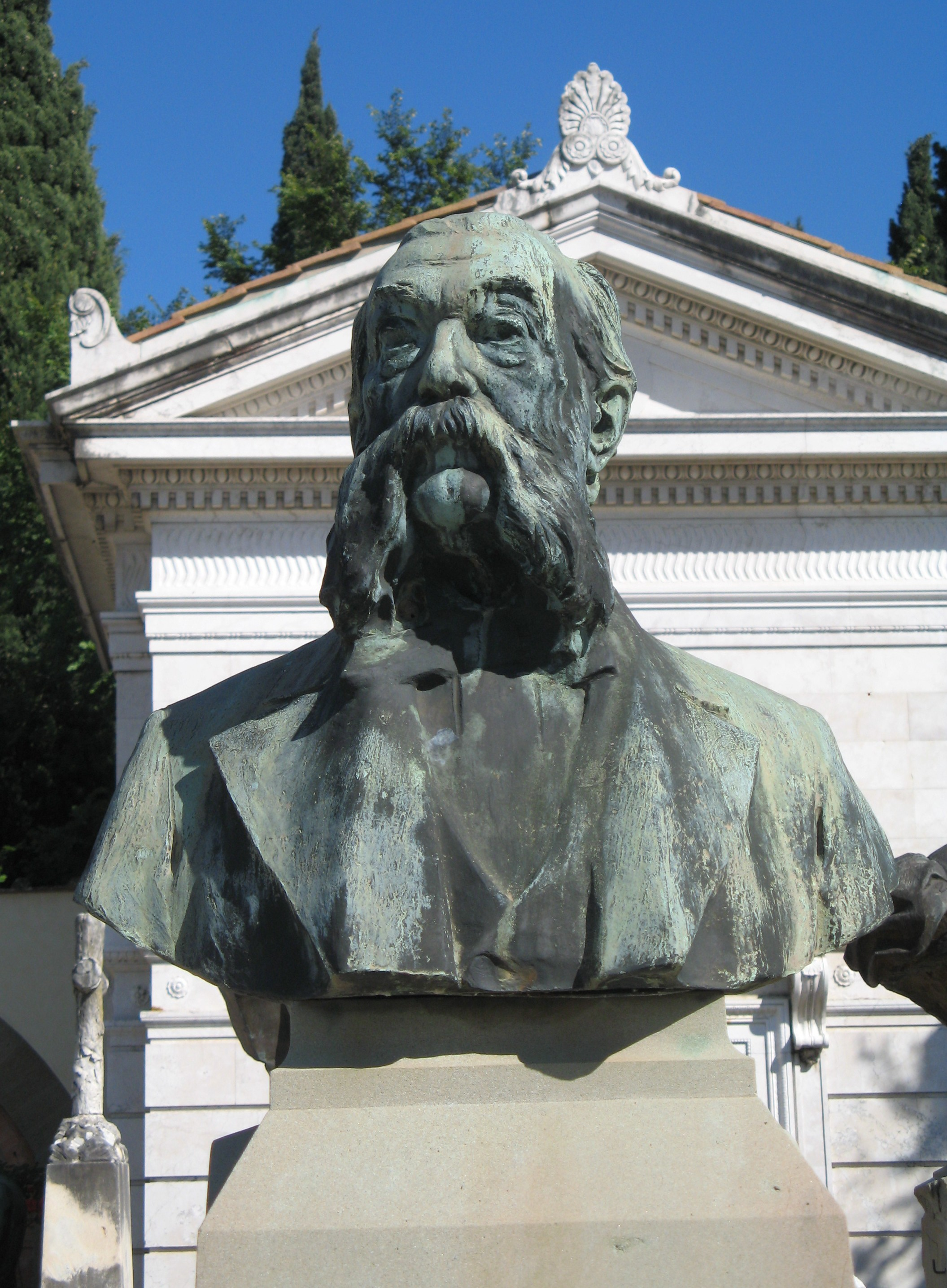
Pellegrino Artusis Büste auf dem Cimitero delle Porte Sante in Florenz

Pellegrino Artusi (* 4. August 1820 in Forlimpopoli, bei Forlì; † 30. März 1911 in Florenz) war ein italienischer Kaufmann, Amateur-Literaturkritiker und Feinschmecker und gilt als Begründer der italienischen Nationalküche. Durch sein Kochbuch La scienza in cucina e l’arte di mangiar bene (Von der Wissenschaft des Kochens und der Kunst des Genießens, Erstausgabe 1891), das in Italien auch als das „Evangelium der italienischen Küche“ bezeichnet wird, wurde er berühmt.

## Leben
Artusi war als Seidenhändler reich geworden und geschäftlich viel durch Italien gereist. Im Ruhestand widmete er sich mit zwei eigenen Köchen Experimenten in der heimischen Küche, die er notierte. Mit 71 Jahren schrieb er dann aufbauend auf seiner Rezeptsammlung La scienza in cucina e l’arte di mangiar bene. Nach anfänglichen Schwierigkeiten (die erste Auflage von 1000 Exemplaren publizierte Artusi 1891 auf eigene Kosten) wurde das Buch ein großer Erfolg und wird bis heute verkauft.
Drei Jahrzehnte nach der italienischen Einigung führte Artusi für das Werk Rezepte aus ganz Italien zusammen. Artusi wird eine wichtige Bedeutung für die Einheit des italienischen Landes und der italienischen Sprache zugeschrieben.
Er starb mit 90 Jahren und ist auf dem Friedhof Cimitero delle Porte Sante in Florenz begraben.
In Forlimpopoli erinnert ein kleines Museum an Pellegrino Artusi. Zudem findet seit 1997 in Forlimpopoli jährlich Ende Juni La Festa Artusiana statt – ein Volksfest, bei dem sich alles um das Kochen und Genießen dreht.

## Werke (Auswahl)
- Die klassische italienische Kochkunst. 790 traditionelle Rezepte. Ein Standardwerk der italienischen Küche. Von Pellegrino Artusi. 2022  [Übers. aus dem Ital.: Dr. Katrin Korch, Claudia Theis-Passaro], Christian Verlag München, ISBN 978-3959616508
- Von der Wissenschaft des Kochens und der Kunst des Geniessens / Pellegrino Artusi. Mit Ill. von Steffen Butz. 1998 [Übers. der historischen Artusi-Texte aus dem Ital.: Thomas Münster. Übers. der modernisierten Rezeptfassungen aus dem Ital.: Claudia Dallatorre], ISBN 3-7632-4983-4